# Бугаёвка (Луганская область)
Бугаёвка (укр. Бугаївка) — посёлок в Перевальском районе Луганской области

## Географическое положение
Расположен на реке Белой (бассейн Северского Донца). Соседние населённые пункты: посёлок Селезнёвка (выше по течению Белой) на юго-западе, город Перевальск на северо-западе, сёла Малоконстантиновка (ниже по течению Белой) на северо-востоке, Городнее и Баштевич на юге.

## История
Посёлок городского типа с 28 октября 1938 года.
В январе 1989 года численность населения составляла 4952 человека.
По состоянию на 1 января 2013 года численность населения составляла 3107 человек.
С весны 2014 года — в составе Луганской Народной Республики.

## Местный совет
94309, Луганская обл., Перевальский р-н, пгт. Бугаевка, ул. Кр. Партизан, 4